# Dolce II dell'Anguillara

Stemma di famiglia

Dolce II dell'Anguillara (1401 – Pavia, marzo 1449) è stato un condottiero italiano e signore di Anguillara.

## Biografia
Dolce II dell'Anguillara (scritto anche degli Anguillara) era membro della famiglia Anguillara del Lazio settentrionale, fratello di Everso II. Era figlio di Dolce I, del ramo di Stabia, e da Battista Orsini di Nola.
Nel 1424 combatté contro Jacopo Caldora, generale di Braccio da Montone, nella battaglia dell'Aquila. Negli anni '30 del Quattrocento, combatté per Alfonso V d'Aragona e per la Repubblica di Venezia. Nel giugno del 1442 Dolce fu ingaggiato da Francesco Sforza per combattere contro il papa e due anni dopo annientò una forza papale-napoletana sotto Francesco Piccinino a Montolmo.
Nel 1446, dopo aver spinto la città di Nepi alla ribellione, fu scomunicato da papa Niccolò V, ma fu graziato poco dopo. L'anno seguente fu di nuovo sotto gli Sforza, prendendo parte alle guerre di Lombardia. Nel marzo 1449, mentre si preparava ad assediare Monza, fu assalito in un'imboscata da Carlo Gonzaga e ferito mortalmente. Morì a Pavia.